# رصدخانه کوه بنفش
رصدخانه کوه بنفش (به چینی: 紫金山天文台؛ پین‌یین: Zǐjīnshān Tiānwéntái), (انگلیسی: Purple Mountain Observatory) همچنین به عنوان رصدخانه نجومی زیجینشان شناخته می‌شود، یک رصدخانه اخترشناسی واقع در کوه بنفش در شرق نانجینگ چین است.
رصدخانه کوه بنفش در سال ۱۹۳۴ با بودجه دولت ملی جمهوری چین و توسط آکادمی سینیکا اداره می‌شد. مدیر قدیمی رصدخانه از سال ۱۹۵۰ تا ۱۹۸۴، ستاره‌شناس چینی ژانگ یوزه (张钰哲، ۱۹۰۲–۱۹۸۶، همچنین به عنوان YC Chang شناخته می‌شود) بود.
در اواخر دهه ۱۹۸۰، افزایش آلودگی نوری در نانجینگ به این معنی بود که کوه بنفش دیگر به عنوان یک رصدخانه فعال قابل دوام نیست. از آن زمان به بعد تمرکز خود را به آموزش عمومی معطوف کرده است. بسیاری از کارهای علمی واقعی در رصدخانه‌های پنج شاخه آن واقع در چینگهای (در دلینگها)، گانیو، زویی، هونگه (در جیاموسی) و چینگدائو انجام می‌شود.